# Kuhhirtin, Éragny
Kuhhirtin, Éragny (französisch Gardeuse de vaches, Éragny) ist der Titel eines Gemäldes von Camille Pissarro aus dem Jahre 1887. Das Motiv einer jungen Landfrau, die Kühe hütet, beschäftigte den Künstler öfter. Dieses Bild entstand während eines Aufenthaltes in Éragny, wo Pissarro mit seiner Familie seit 1884 ein Haus bewohnte. Es zeigt eine hochsommerliche, friedliche Szenerie, in der eine junge Frau mit roten Wangen im Schatten eines Baumes an den Stamm gelehnt sitzt und im Hintergrund ihre weidenden Kühe grasen. Ein weißes Schaf steht hinter dem Baum und blickt den Betrachter aus sicherer Distanz an. Das Bild befindet sich in Privatbesitz.

## Geschichte, Bildinhalt und Provenienz
Das Gemälde gehört zu einer in Pissarros Werk bedeutenden Serie mit ländlichen Motiven, die Landfrauen und Dorfbewohner bei verschiedenen alltäglichen bäuerlichen Verrichtungen und Tätigkeiten zeigen. Entstanden ist es in der Phase, als der Künstler den Pointillismus, also den Farbauftrag mit kleinsten Pinselstrichen und -tupfern, ausprobierte. In früheren Bildern zu dem Thema malte Pissarro meist Landleute, die intensiv arbeiteten, doch in diesem Bild stellt er erstmals seit seinem Werk Le Repos, paysanne couchée dans l´herbe (Die Erholung, im Gras liegende Bäuerin), gemalt 1882 in Pontoise, eine ruhende, sich den Tagträumen hingebende Person dar. Nichts an der Pose dieser ruhenden Frau erzählt etwas über ihre Gedanken, Träume oder ihre Geschichte. Die Arbeitskleidung der Frau besteht aus einem blauen Kopftuch, um bei der Arbeit mit dem Vieh das Haar zu schützen, einem weißen Leinenkleid mit blauer Schürze und Lederschnürschuhen. Ihre Ausrüstung zum Führen der Kühe besteht aus einem Hütestock. Auf der Weide im Hintergrund des Bildes weiden mehrere Rinder. In der vorindustriellen Landwirtschaft grasten Kühe und Schafe gemeinsam friedlich auf einer Weide, damit das reichliche Grünfutter der Wiesen besser ausgenutzt wurde. In Pissarros Bild ist allerdings keine Schafherde, sondern nur ein einzelnes neugieriges weißes Schaf zu erkennen, das den Künstler und damit den Betrachter en face, also frontal, anblickt. Das Schaf kann als kleine Anspielung auf das in der Kunst seit dem 18. Jahrhundert beliebte Motiv des Schäferstündchens aufgefasst werden. In Pissarros Darstellungen müßiger Frauen erkennt der Kunsthistoriker Richard Brettell ein politisches Statement zu Arbeit, Arbeitsteilung und Freizeit. Dadurch erklärt sich, dass in der Zeit der kapitalistischen Ausbeutung der Arbeiter im 19. Jahrhundert die ersten Betrachter des Bildes verunsichert über die angeblich dargestellte Faulheit der Landarbeiterinnen waren und man Pissarro daher als unpolitisch missverstehen konnte.

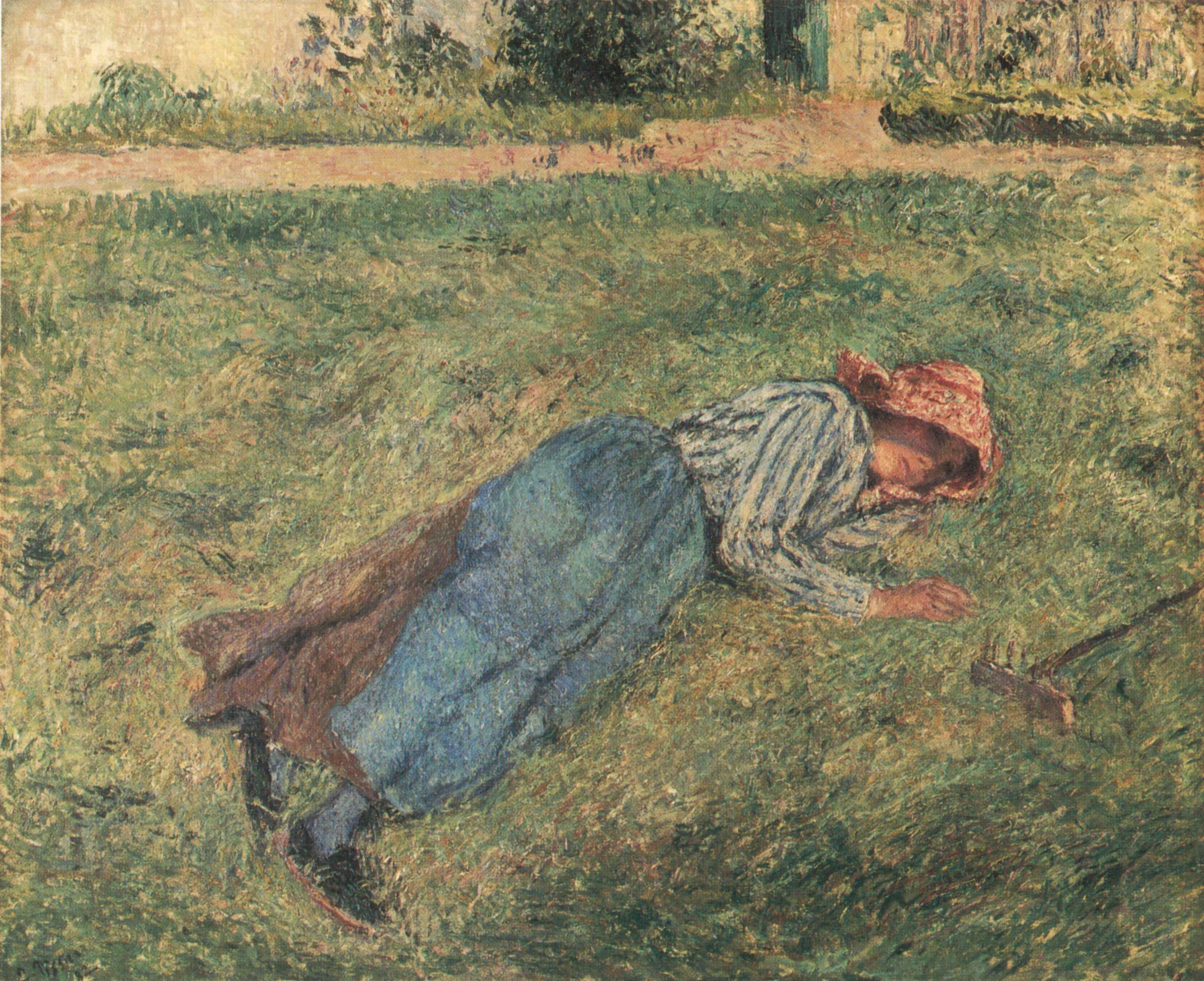
Camille Pissarro: Le Repos, paysanne couchée dans l´herbe, Pontoise, 1882

Das Bild hat das Querformat 54 × 65 cm, ist in der Maltechnik der Gouache auf Papier ausgeführt und auf ein Holzbrett aufgezogen. Signatur und Datierung des Künstlers befinden sich unten links: C. Pissarro. 1887. Am 29. September 1887 kam das Bild in die Galerie von Pissarros Kunsthändler Paul Durand-Ruel in Paris. Im April 1888 kaufte es der amerikanische Industrielle und Kunstsammler Catholina Lambert aus Paterson (New Jersey), doch schon ein Jahr später ging es zurück nach Paris zu Durand-Ruel. Um 1949 gelangte es in eine private Sammlung in Illinois, dort blieb es bis 1985, um dann in eine andere private Sammlung überzugehen. Am 7. November 2012 versteigerte das Kunstauktionshaus Christie’s in New York das Gemälde Kuhhirtin für 662.500 Dollar. Der Name des Käufers wurde nicht veröffentlicht.